# Corangamite Shire
Koordinaten: 38° 14′ S, 143° 9′ O

Corangamite Shire ist ein lokales Verwaltungsgebiet (LGA) im australischen Bundesstaat Victoria. Das Gebiet ist 4407,5 km² groß und hat etwa 16.100 Einwohner.
Corangamite liegt an der Südküste Victorias etwa 190 km westlich der Hauptstadt Melbourne und schließt folgende Ortschaften ein: Camperdown, Terang, Cobden, Timboon, Port Campbell, Skipton, Darlington, Derrinallum, Lismore, Lake Corangamite, Glenormiston North, Noorat, Simpson, Princetown und Foxhow. Der Sitz des City Councils befindet sich in der etwa 3000 Einwohner zählenden Stadt Camperdown im Zentrum der LGA.
Das Gebiet des Shires wurde ab Mitte des 19. Jahrhunderts besiedelt und als Weideland für die Viehzucht und die Milchwirtschaft genutzt. Auch heute ist die Landwirtschaft neben dem Tourismus der wichtigste Wirtschaftsfaktor der Region.
Touristisch bietet Corangamite einige Landschaftsattraktionen. Die bekannteste Sehenswürdigkeit der australischen Südküste, die Felsformation der Zwölf Apostel, befindet sich vor der Küste zwischen Port Campbell und Princetown und ist Teil des Port-Campbell-Nationalparks. Die Steilküste in diesem Bereich ist auch als Shipwreck Coast bekannt, weil die gefährlichen Felsen, dichter Nebel und starke Winde im 19. und frühen 20. Jahrhundert zahlreichen Schiffen den Untergang brachte.
In der Nordhälfte des Verwaltungsgebiets befindet sich eine Seenlandschaft, zu der auch über 30 Vulkankraterseen gehören. Lake Corangamite, der Namensgeber an der Ostgrenze des Shires ist der größte natürliche See Victorias. Da er normalerweise keine Verbindung zum Meer hat, ist sein Salzgehalt etwa dreimal so hoch wie der des Meerwassers.

## Verwaltung
Der Corangamite Shire Council hat sieben Mitglieder, die von den Bewohnern der fünf Wards gewählt werden. Je ein Councillor kommt aus North, South-West, South-Central und Coastal, drei kommen aus dem Central Ward. Aus dem Kreis der Councillor rekrutiert sich auch der Mayor (Bürgermeister) des Councils.